# Pacyna (gmina)
Pour les articles homonymes, voir Pacyna.
Pacyna est une gmina rurale (gmina wiejska) du powiat de Gostynin, dans la Voïvodie de Mazovie, dans le centre-est de la Pologne.
Son siège administratif est le village de Pacyna, qui se trouve à 22 kilomètres au sud-est de Gostynin, siège de la powiat et 89 kilomètres à l'ouest de Varsovie, capitale de la Pologne.
La gmina couvre une superficie de 90,85 km2 pour une population de 3 947 habitants en 2006.

## Histoire
De 1975 à 1998, la gmina est attachée administrativement à la voïvodie de Płock. Depuis 1999, elle fait partie de la voïvodie de Mazovie.

## Géographie
La gmina inclut les villages et localités suivantes :
- Anatolin
- Janówek
- Łuszczanówek
- Luszyn
- Model
- Pacyna
- Podatkówek
- Podczachy
- Przylaski
- Radycza
- Raków
- Rakowiec
- Remki
- Robertów
- Romanów
- Rybie
- Sejkowice
- Skrzeszewy
- Słomków
- Wola Pacyńska

### Gminy voisines
La gmina de Pacyna est voisine des gminy suivantes :
- Gąbin
- Kiernozia
- Oporów
- Sanniki
- Szczawin Kościelny
- Żychlin

## Démographie
Données du 31 décembre 2012 :
| description        | Total  | Total | Femmes | Femmes | Hommes | Hommes |
| ------------------ | ------ | ----- | ------ | ------ | ------ | ------ |
| Unité              | Nombre | %     | Nombre | %      | Nombre | %      |
| population         | 3 795  | 100   | 1 907  | 50,3   | 1 888  | 49,7   |
| Densité (hab./km²) | 41,77  | 41,77 | 20,99  | 20,99  | 20,78  | 20,78  |